# Merdud Khan
Merdud Khan (o Merdad Khan) fou un efímer kan de l'Horda d'Or vers 1361 o 1362. Era fill de Mahmud Khizr al que va assassinar i va ocupar el seu lloc. El seu regnat hauria durat només uns dos mesos i no va arribar a encunyar moneda. Von Hammer esmenta una moneda encunyada el 1361 a Azov amb el nom d'Ordu Malik que era un títol (cap de l'Horda) i no un nom, però més aviat seria del seu pare.
Va morir assassinat potser per Timur Khoja, al que les cròniques russes donen com assassí de Mahmud Khizr, excepte la crònica de Troitzki, que dona com a assassí el seu germà Murad Khoja.